# Einhard

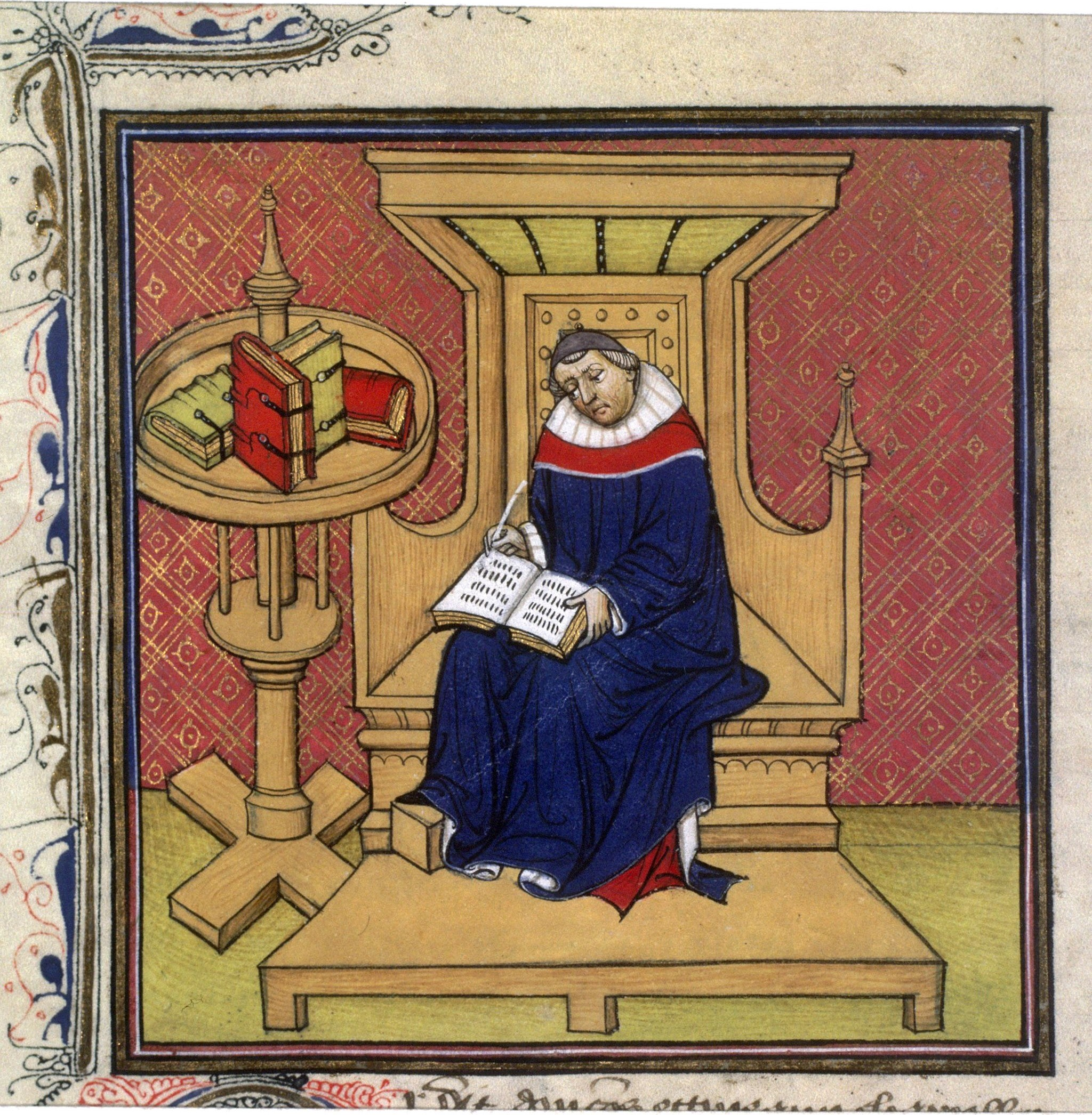
Einhard in een 15e-eeuws handschrift

Einhard of Eginhard (omgeving Mainz, ca. 770 - Seligenstadt, 14 maart 840) was een Frankisch geleerde, dichter en geschiedschrijver. Hij was een een tijdgenoot en toegewijd dienaar van zowel Karel de Grote als diens zoon Lodewijk de Vrome. 
Zijn belangrijkste werk is de Vita Karoli Magni, de biografie van Karel de Grote. Dit is tevens de eerste overgeleverde biografie van een Europese vorst die leefde na de Klassieke Oudheid.

## Levensloop

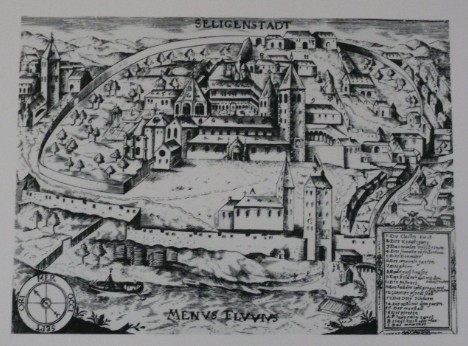
Klooster Seligenstadt (in 1638)

Einhard kwam uit Mainz, wat destijds hoorde bij het oostelijke deel van het Frankische Rijk (later zou dit enige tijd het Oost-Frankische Rijk worden). Hij volgde zijn opleiding tussen 788 en 791 in de abdij van Fulda, in die tijd een belangrijk geestelijk centrum. In 794 stuurde abt Baugulf van Fulda hem naar het hof van Karel de Grote in Aken, waar hij een leerling werd van de Engelse geleerde Alcuin. Later gaf hij samen met Alcuin leiding aan de Akense hofschool. 
Einhard was de bouwmeester van een aantal belangrijke bouwwerken. Hij gaf tevens leiding aan de zogeheten Akense werkplaatsen, waar belangrijke producten van Karolingische edelsmeedkunst en ivoorkunst ontstonden. Zijn leerling Brun Candidus van Fulda werkte als schrijver-biograaf en schilder-miniaturist.
Einhard behoorde tot de kring van vertrouwelingen rond Karel de Grote en begeleidde de keizer op een aantal reizen. Hij was er ook bij toen Karel de Grote op 25 december in het jaar 800 door paus Leo III tot keizer gekroond werd. Einhard kreeg als vertrouweling van Karel de opdracht zijn jaarboek bij te houden. In 806 was hij Karels gezant in Rome. In 813 zou hij degene geweest zijn die Karel ertoe bewoog om zijn zoon Lodewijk de Vrome te benoemen tot keizer. 
Na de dood van Karel in 814 werd Einhard de secretaris van diens zoon Lodewijk. Omstreeks 830, tijdens de disputen tussen Lodewijk de Vrome en zijn zonen over diens opvolging, trok hij zich terug naar zijn eigenklooster Seligenstadt.
Einhard was gehuwd met Emma, een zuster van bisschop Bernhard van Worms. Volgens sommige bronnen zou Emma actief hebben deelgenomen aan de bedrijfsvoering van Einhards vele eigendommen. Na haar dood op 13 december 835 schreef hij aan een vriend dat hij haar elke dag miste in elk aspect van zijn leven.
Hij ontving nooit een priesterwijding, maar was wel lekenabt van diverse kloosters, onder andere van de door hemzelf gestichte abdij van Sint-Marcellinus en Petrus in Seligenstadt, de Sint-Servaasabdij in Maastricht (ca. 819-839), de Sint-Baafsabdij en/of de Sint-Pietersabdij in Gent, de abdij van Fontenelle en het klooster van La Celle-Saint-Cloud.

### Overlijden
Einhard stierf in 840 te Seligenstadt en werd daar ook begraven. In de sacristie van de kerk bevindt zich een sarcofaag met het gebeente van Einhard en zijn vrouw Emma. In 2005 toonde wetenschappelijk onderzoek aan dat de menselijke resten in de sarcofaag dateren uit de Karolingische tijd. De tekst op zijn epitaaf is van Hrabanus Maurus, ook een leerling van Alcuin, die wel Einhards religieuze en kunstzinnige nalatenschap memoreerde, maar niet zijn literaire.

## Werken

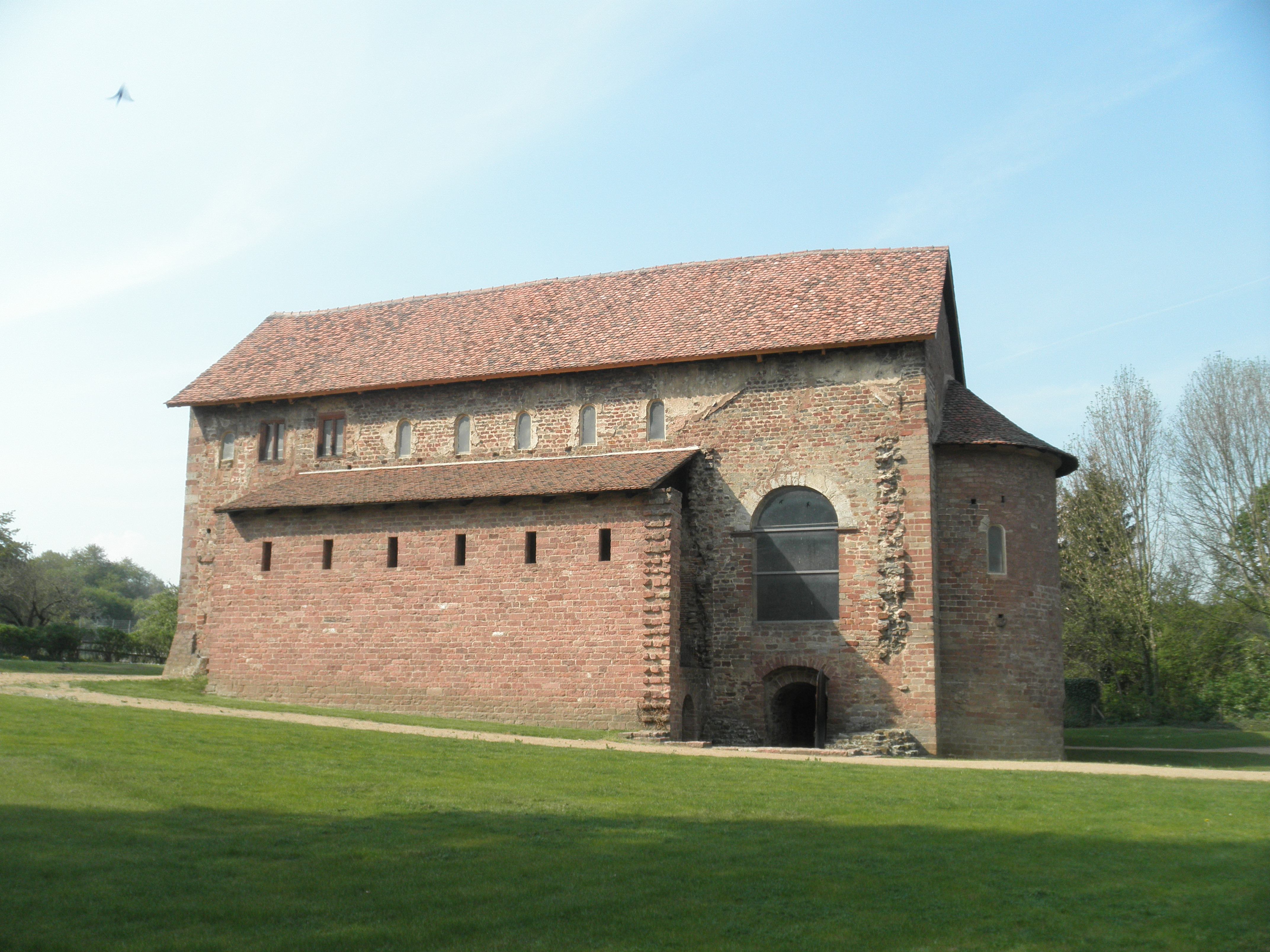
Einhardsbasilica Michelstadt

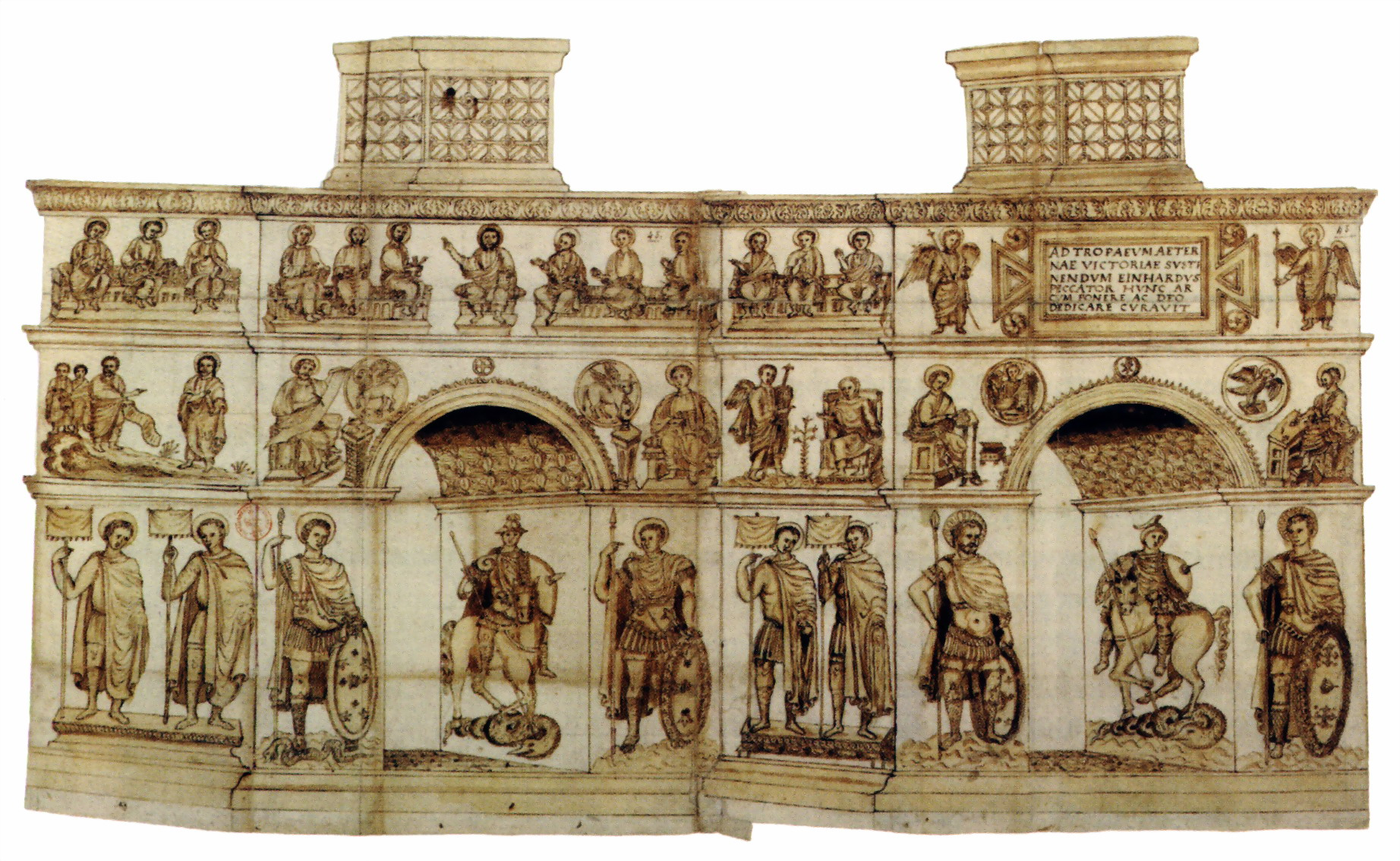
Arcus Einhardi (17e-eeuwse tekening)

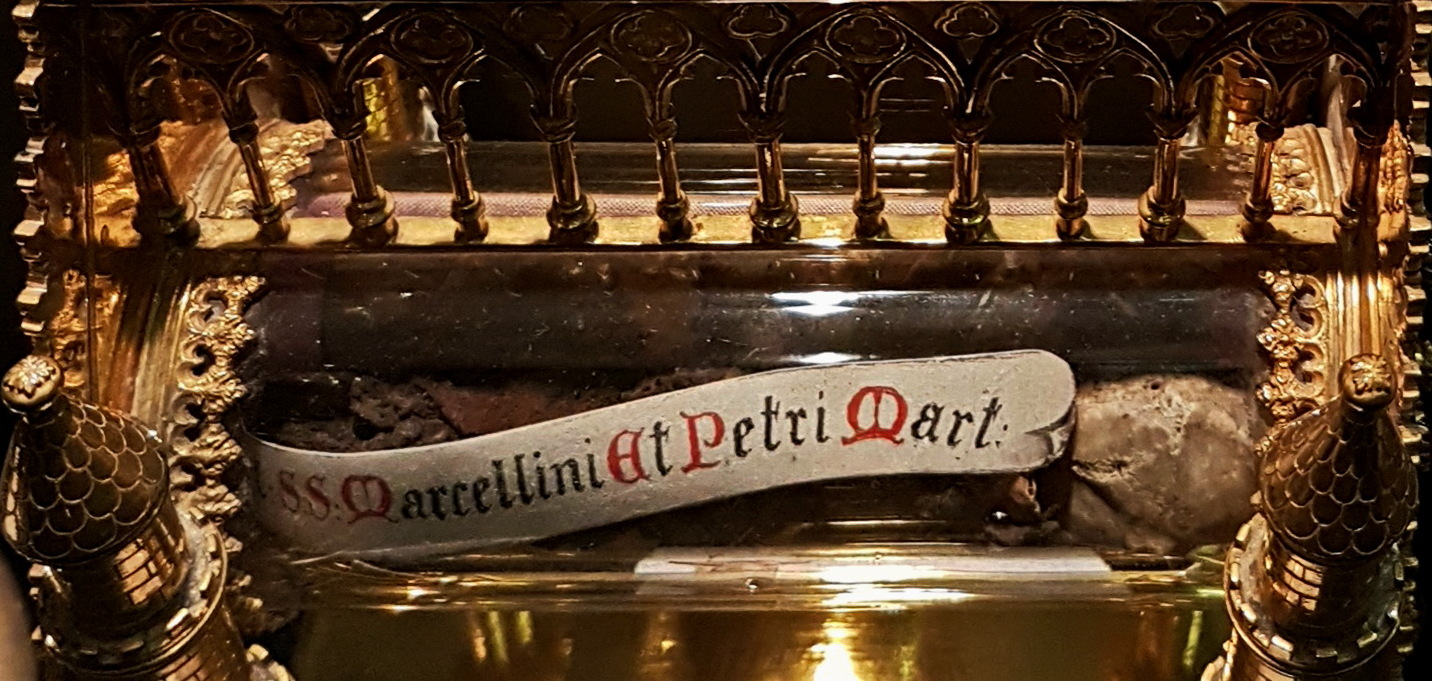
Relieken Marcellinus en Petrus, Maastricht

### Bouwwerken
Einhard wordt beschouwd als de bouwmeester van een aantal belangrijke bouwwerken uit de Karolingische periode, waaronder de (niet meer bestaande) Rijnbrug in Mainz en de koningspaltsen van Aken en Ingelheim. Daarnaast ontwierp hij de Paltskapel te Aken en nog zeker twee andere kerken: de Einhardsbasilica in Steinbach-Michelstadt (voltooid in 827) en de kerk van Sint-Marcellinus en Petrus in Seligenstadt, waarvan de Karolingische kerk alleen nog te herkennen is in het interieur van de huidige kerk. Het is niet helemaal zeker of hij deze bouwwerken zelf ontwierp of alleen als bouwheer optrad. Voor de laatstgenoemde kerk zond hij zijn dienaar Ratleic naar Rome om daar relieken voor de nieuwe kerk te halen. Ratleic stal de relieken van de heilige martelaren Marcellinus en Petrus uit een catacombe. Nadat de relieken een ware zegetocht langs verschillende belangrijke kerken gemaakt hadden en in Steinbach waren aangekomen, maakten zijzelf duidelijk (volgens Einhards beschrijving) daar niet te willen verblijven, maar in Seligenstadt. Tussen 831 en 834 stichtte hij daar een benedictijnenklooster, waarvan hijzelf tot zijn dood abt was.

### Kunstvoorwerpen
Einhard voerde ook het bewind over de werkplaatsen van de Akense koningspalts. In hoeverre hij zelf kunstenaar was, is niet duidelijk.
In de kerkschat van de Maastrichtse Sint-Servaaskerk bevond zich bijna duizend jaar lang een bijzonder voorwerp in de vorm van een romeinse triomfboog, dat volgens het opschrift door de zondaar Einhard geschonken was. Deze Einhardsboog ('Arcus Einhardi'), een zilveren reliekhouder versierd met afbeeldingen uit het Nieuwe Testament, koninklijke ruiterfiguren en soldatenheiligen van het Thebaanse Legioen, is waarschijnlijk ontstaan in de keizerlijke werkplaatsen te Aken en is daarmee een belangrijk voorbeeld van edelsmeedkunst uit de Karolingische renaissance. Het voorwerp werd vermoedelijk bij de opheffing van het kapittel van Sint-Servaas in de Franse tijd omgesmolten. Een gedetailleerde 17e-eeuwse tekening verschaft veel informatie over dit bijzondere geschenk van Einhard aan de Sint-Servaasabdij, in die tijd een eigen klooster van de Karolingen. Ook de door Einhard in 828 geschonken relieken van Marcellinus en Petrus zijn te Maastricht bewaard gebleven, hoewel niet in de oorspronkelijke reliekhouder. In dezelfde schatkamer van de Sint-Servaasbasiliek bevindt zich mogelijk een ander geschenk van Einhard, de zogenaamde sleutel van Sint-Servaas. De zilveren sleutel is eveneens een 9e-eeuws werkstuk uit de Akense werkplaatsen.
De abdij van Sint-Mauritius in Zwitserland, de laatste rustplaats van de martelaren van het Thebaanse legioen, bezit eveneens een aantal Karolingische schatten, die wellicht door een schenking van Einhard daar terechtgekomen zijn, onder andere de gouden schenkkan ('aiguière') van Karel de Grote en een vroeg-romeinse beker in een Karolingisch zilverbeslag.

### Literaire werken
Van Einhard zijn talrijke brieven en geschriften bewaard gebleven. Zijn bekendste werk is de biografie van Karel de Grote, de Vita Karoli Magni ('Leven van Karel de Grote'). Deze vita werd tussen 817 en 830 geschreven in opdracht van Karels zoon Lodewijk de Vrome. Voor de vormgeving baseerde Einhard zich op Suetonius, de biograaf van enkele Romeinse keizers; voor de inhoud kon hij beschikken over de rijksannalen, de geschiedenis van het Frankische rijk, zoals die jaar na jaar bijgehouden werd. De biografie wordt gezien als een redelijk betrouwbare weergave van het leven van Karel de Grote, gezien het feit dat Einhard de keizer lange tijd persoonlijk gekend had. Aangezien het werk tevens bedoeld was als een lofprijzing op de grote keizer - wat gezien de opdrachtgever nauwelijks anders had gekund - geeft het geen objectief beeld van de regeerperiode van Karel de Grote. Einhard sloot (bewust?) zijn ogen voor misstanden, met de volkerenmoord op de Saksen als frappant voorbeeld. Ook had hij de neiging dingen te vergoelijken, zoals het voor die tijd twijfelachtige gedrag van Karels dochters.
Belangrijk is ook zijn werk Translatio et Miracula Sancti Marcellini et Petri, een verslag van de overbrenging der relikwieën van deze twee heiligen van Rome naar Seligenstadt. Het eerste deel is een waar avonturenverhaal, waarin de roof van de relieken uit de Romeinse catacomben wordt beschreven. Het tweede deel beschrijft de enthousiaste ontvangst van de relieken in diverse steden (onder andere Maastricht), waarbij veel wonderen gebeurden. Van de verdere literaire werken kunnen nog genoemd worden de theologische verhandeling De adoranda cruce en een bloemlezing van psalmen. Ook andere werken zijn aan hem toegeschreven, maar zonder overtuigend bewijs. Zo zou hij medeauteur zijn geweest van onder andere de Annales Fuldenses en de Annales regni Francorum.
Van historisch belang is de verzameling brieven van Einhard (71 in totaal, waarvan 58 van Einhard zelf).

## Blijvende nalatenschap
In Seligenstadt is van het oorspronkelijke klooster nog maar weinig te herkennen. In deze plaats bevindt zich ook het zogenaamde Einhardshuis, maar dat stamt uit de 16e eeuw. De Einhardsbasilica in Steinbach bij Michelstadt is daarentegen nog vrijwel in authentieke vorm behouden.
In het Walhalla bij Regensburg bevindt zich een plaquette voor Einhard. In Seligenstadt en Eschweiler (nabij Aken) zijn monumenten voor hem opgericht. Een groot aantal scholen, gebouwen en straten (met name in Duitsland) zijn naar Einhard vernoemd.
De Eginhard-stichting te Seligenstadt reikt sinds 1999 elke twee jaar de Einhardprijs voor biografische literatuur uit. Tot dusver zijn de werken van Otto Pflanze (1999), Brian Boyd (2001), Joachim Fest (2003), Irene Heidelberger-Leonard (2005), Eberhard Weis (2007), Margot Friedlander (2009), Hugh Barr Nisbet (2011), John C.G. Röhl (2013), Joachim Radkau (2015) en Albrecht Schöne (2017) bekroond.

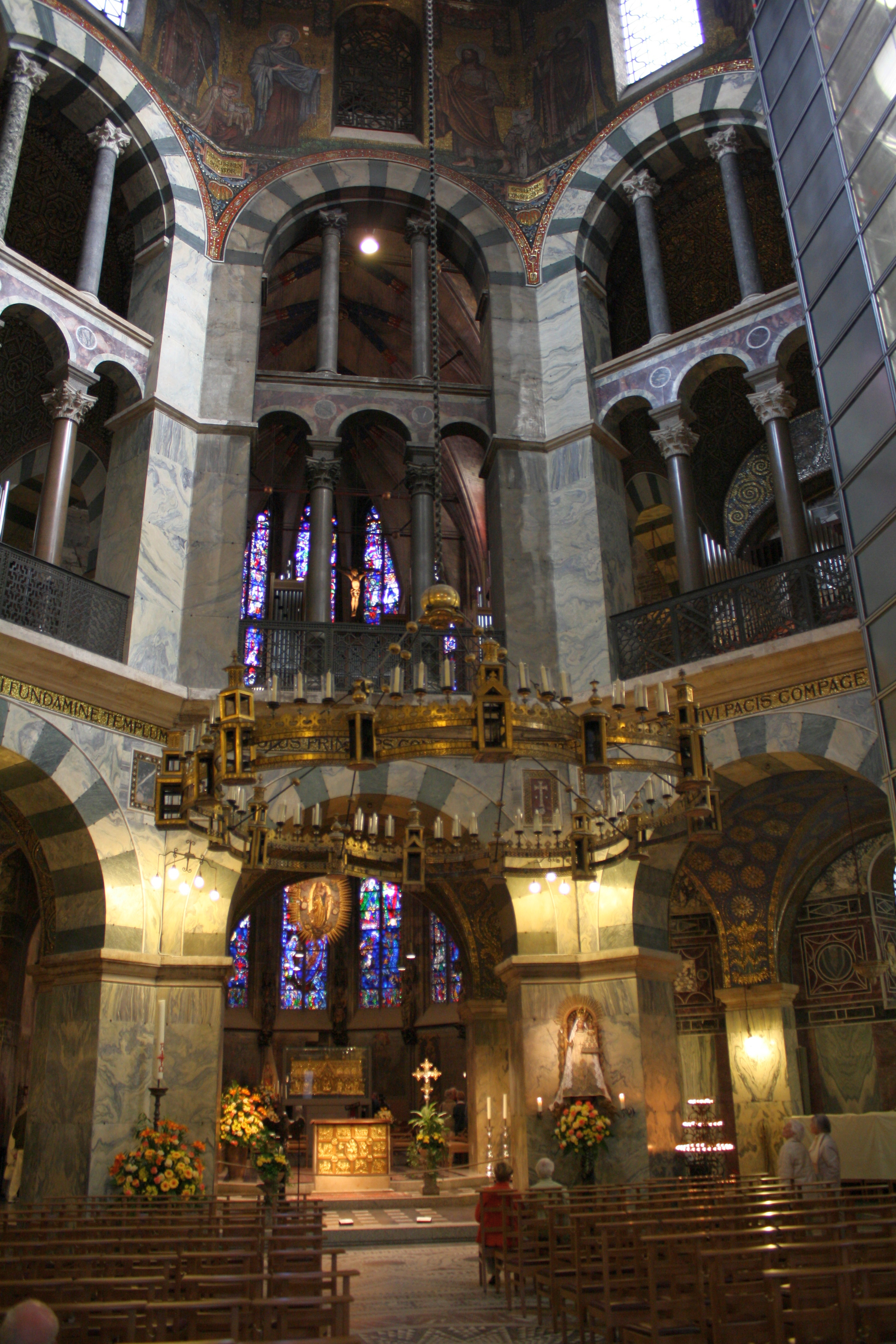
Paltskapel Aken
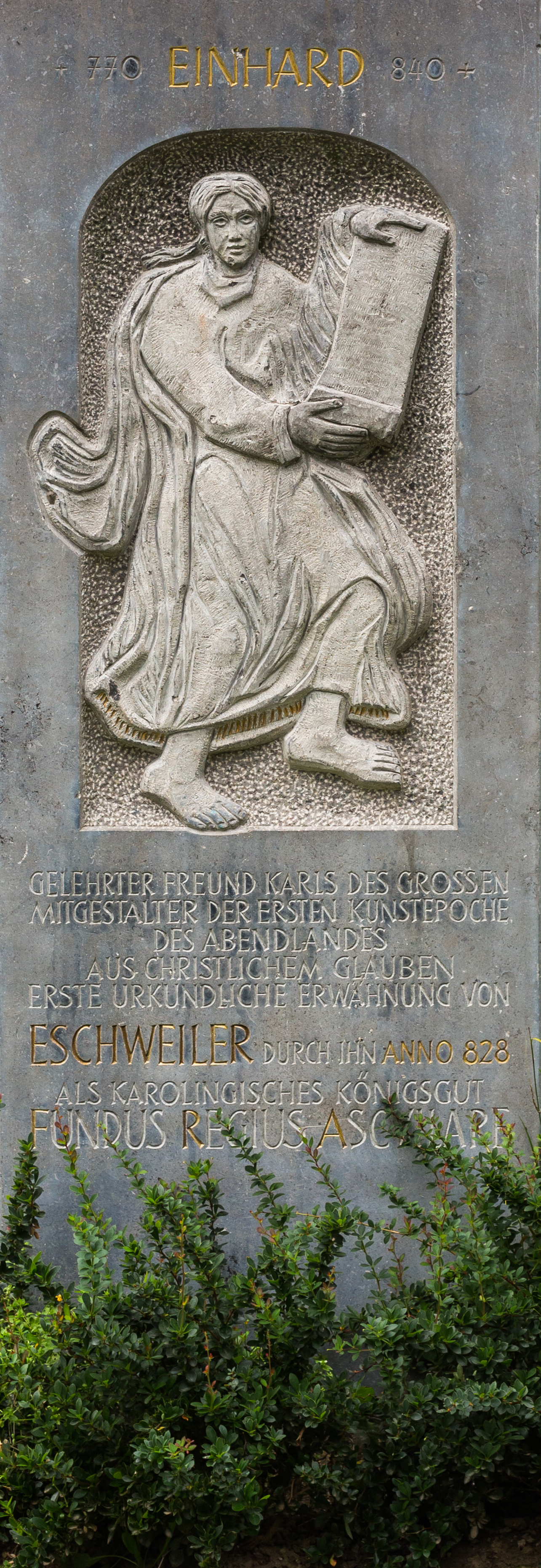
Einhardmonument Eschweiler
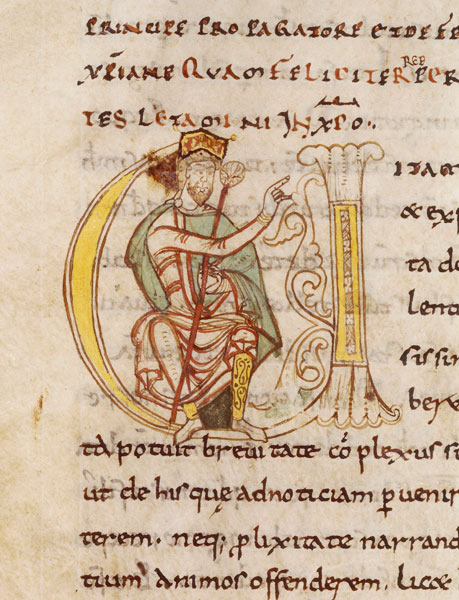
Vita Karoli Magni (handschrift ca. 1050)
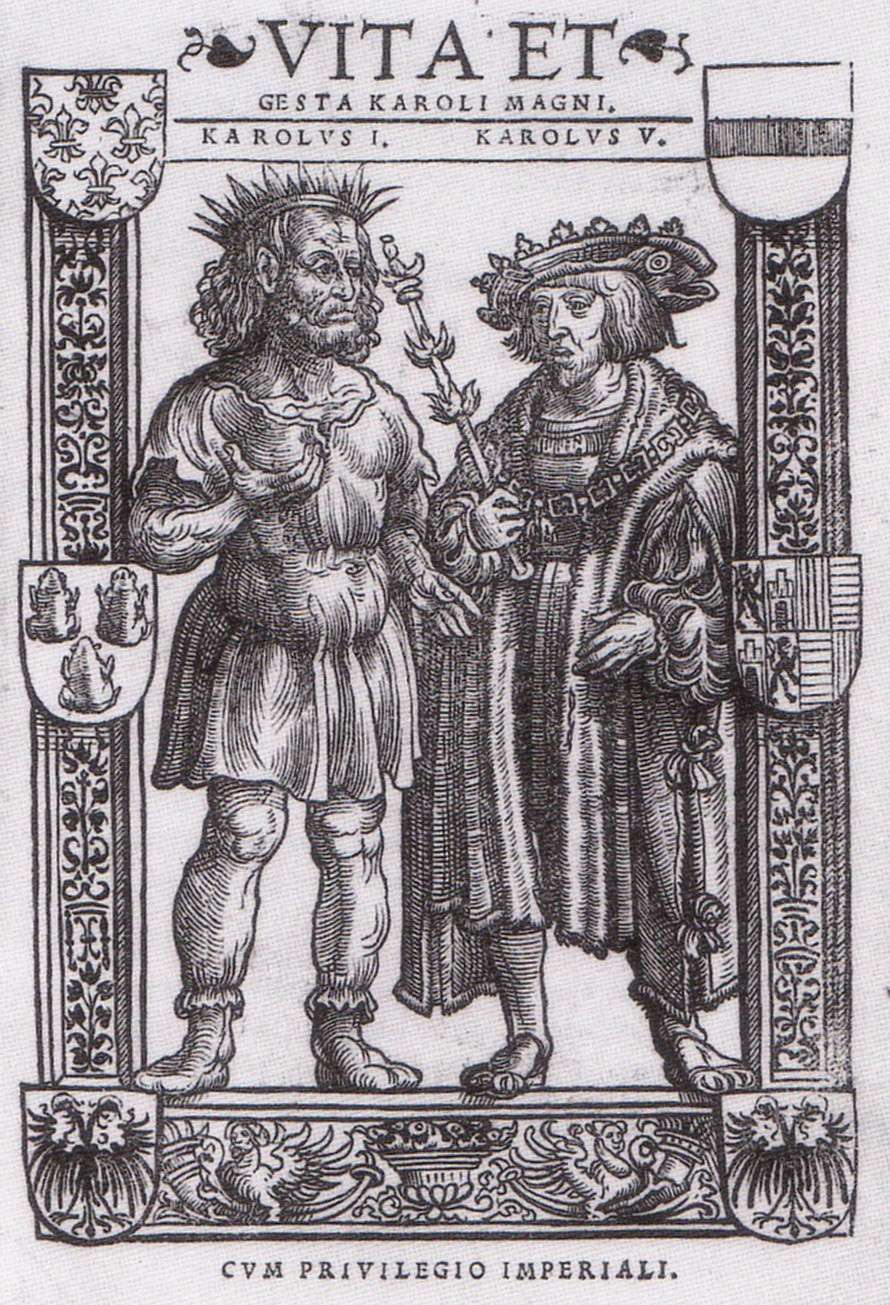
Vita Karoli Magni (titelblad uitgave 1521)